# 파이널 판타지 VII
《파이널 판타지 VII》(영어: Final Fantasy VII; 일본어: ファイナルファンタジーVII)은 일본의 스퀘어(현재는 스퀘어 에닉스)에서 개발한 일본식 판타지 롤플레잉 게임이다. 플레이스테이션용 게임이고 컴퓨터용으로 변환되기도 했다. 일본에서는 1997년에 발매되었다.
《파이널 판타지》시리즈의 일곱 번째 작품으로 시리즈 최초로 일부 3D 기술을 사용했으며, 영상(게임 중간중간에 삽입된 비디오)과 3D 기술을 통해 영화같은 게임을 만들어 내는 데 성공했다는 평가를 받았다. 또한 일본뿐만 아니라 미국, 유럽 등의 지역에서도 커다란 인기를 얻었다.
게임의 줄거리와 배경은 전작들과는 크게 다른 느낌을 주었으며, 전형적인 일본식 판타지 롤플레잉 게임에서 많이 벗어나 있다. 초반부에는 도시의 빈민가를 중심으로 어두운 분위기에서 진행되어 색다른 느낌을 주고, 줄거리의 진행 또한 주인공이 전반부에 갑작스럽게 이탈하는 생소한 구성이 돋보인다.

## 줄거리
이 게임은, 세계를 멸망시켜 별에 숨겨진 막대한 정신적 에너지를 흡수해 신으로 태어나려하는 악당 세피로스와 세피로스를 만들었고 돈과 권력을 위해 별의 정신 에너지를 고갈시키는 신라 컴퍼니, 세피로스의 본체인 절대악 제노바에 맞서 싸우는 클라우드 일행의 모험을 다루고 있다.
이 게임에서 주인공은 과거의 기억이 조작되어 있을 뿐 아니라, 때때로 적에게 협력하는 정신 분열 증세를 보이는 등, 각 주인공들이 모두 숨겨진 비밀을 갖고 있어 이를 밝혀내는 것도 주된 내용 중 하나이다.
신라 컴퍼니는 전기 등으로 쓸 수 있는 마황 에너지를 땅에서 뽑아내 이를 판매하는 회사이다. 신라 컴퍼니는 도시 하나를 소유하고 있을 정도로 거대한 회사지만, 마황에너지가 부족해 앞으로의 전망이 불투명해지자 마황에너지가 무한으로 나온다는 전설 속의 약속의 땅을 찾기 위한 계획을 시작한다. 이 계획은 약속의 땅을 찾는 능력을 가진 고대 종족 세틀러의 도움을 필요로 하는데, 신라의 연구진들은 고대 지층에서 제노바라는 이름을 가진 생명체를 발견하고 이를 이용해 고대 종족을 되살리기 위한 연구를 시작한다.
한편, 마황에너지의 무분별한 채취로 인해 별이 죽어가는 것에 대해 불만을 품은 사람들이 모인 테러집단 아발란치는 마황로 폭파작전을 개시한다. 이 작전에는 예전에 솔저 (신라의 엘리트 특수부대 요원)였던 클라우드 역시 참여하고 있다. 클라우드는 작전 중 사고로 우연히 슬럼가의 꽃 파는 소녀 에어리스를 만나게 되는데 이들이 함께 모여 신라 컴퍼니에 대항하면서 게임이 시작된다.

## 등장인물
- 클라우드 스트라이프(クラウド, Cloud Strife)
- 에어리스 게인스부르그(エアリス, Aerith Gainsbourg)
- 바레트 왈란스(バレッド, Barret Wallace)
- 시드 하이윈드(シ－ド, Cid Highwind)
- 유피 키사라기(ユフイ, Yuffie Kisaragi)
- 레드XIII(レッドXIII, Red XIII)
- 티파 록하트(ティファ, Tifa Lockhart)
- 캣 시즈(ケット－シ, Cait-Sith)
- 빈센트 발런타인(ヴィ-ンセント, Vincent Valentine)
- 젝스(Jack fair,ザックス　フェア)

## 게임 시스템
- 마테리아(Materia) : 마테리아는 농축된 마황에너지의 결정이다. 이 안에는 고대 종족의 지식이 담겨 있어, 이를 이용해 마법, 기술 등을 구현해 낼 수 있다.
- 초코보(Chocobo) : 게임에서 쓰이는 탈것 중 하나. 두 발이 달린 커다란 새지만, 날지는 못한다. 파이널 판타지 시리즈를 상징하는 생물.
- 비공정 : 하늘을 날 수 있는 비행선.

## 후속작
2003년, 제작사인 스퀘어 에닉스에서는 게임 《파이널 판타지 VII》의 전후 사건들에 대해 다루는 다른 작품들을 내놓기로 결정한다. 이하 작품들이 출시되었다.
- 《파이널 판타지 VII: 어드벤트 칠드런》(Final Fantasy VII: Advent Children, 2005년): 《파이널 판타지 VII》의 사건이 끝나고 2년 뒤의 이야기. 컴퓨터 그래픽을 이용해 만든 3D 애니메이션이다. 말하자면, 파이널 판타지 VII의 DVD 극장판. 대한민국에서도 XTM을 통해 정식 방영.(그러나 영어판만 방영되고 일본어판은 미방영)
- 《비포어 크라이시스: 파이널 판타지 VII》(Before Crisis: Final Fantasy VII, 2004년): 《파이널 판타지 VII》의 사건이 일어나기 6년 전의 이야기. 일본에서 서비스되는 모바일 게임이다.
- 《크라이시스 코어 파이널 판타지 VII》(Crisis Core: Final Fantasy VII, 2007년): 《파이널 판타지 VII》의 사건이 일어나기 7년 전 주인공들의 과거에 관한 이야기. PSP용 게임이다.
- 《더지 오브 켈베로스: 파이널 판타지 VII》(Dirge of Cerberus: Final Fantasy VII, 2006년): 《파이널 판타지 VII: 어드벤트 칠드런》의 사건이 끝나고 1년 뒤의 이야기. 플레이스테이션 2용 게임이다.
- 《파이널 판타지 VII: 어드벤트 칠드런 컴플리트》(Final Fantasy VII: Advent Children Complete, 2009년):《파이널 판타지 VII 어드벤트 칠드런》의 30분 추가 버전이다. 블루레이 디스크로 나왔다.

## 평가
| 평론 점수 평론사 점수 iOS PC PS 1UP.com N/A N/A A+ [ 1 ] 올게임 N/A [ 2 ] [ 3 ] CVG N/A 9/10 [ 4 ] [ 5 ] 에지 N/A N/A 9/10 [ 6 ] EGM N/A N/A 38/40 [ 7 ] 패미츠 N/A N/A 38/40 [ 8 ] 게임 인포머 N/A N/A 9.75/10 [ 9 ] 게임팬 N/A N/A 300+/300 [ 10 ] [ 11 ] 게임스팟 N/A N/A 9.5/10 [ 12 ] PC: 8.0/10 [ 13 ] OPM (US) N/A N/A [ 14 ] PC 게이머 (US) N/A 90% [ 15 ] N/A PSM N/A N/A [ 16 ] CGM N/A [ 17 ] N/A Gamezebo [ 18 ] N/A N/A Pocket Gamer 8/10 [ 19 ] N/A N/A RPGamer N/A N/A 8/10 [ 20 ] 10/10 [ 21 ] TouchArcade [ 22 ] N/A N/A 통합 점수 메타크리틱 77/100 [ 23 ] N/A 92/100 [ 24 ] |        |        |                   |
| 평론 점수 |        |        |                   |
| 평론사 | 점수   | 점수   | 점수              |
| 평론사 | iOS    | PC     | PS                |
| 1UP.com | N/A    | N/A    | A+                |
| 올게임 | N/A    | [ 2 ]  | [ 3 ]             |
| CVG | N/A    | 9/10   | [ 5 ]             |
| 에지 | N/A    | N/A    | 9/10              |
| EGM | N/A    | N/A    | 38/40             |
| 패미츠 | N/A    | N/A    | 38/40             |
| 게임 인포머 | N/A    | N/A    | 9.75/10           |
| 게임팬 | N/A    | N/A    | 300+/300          |
| 게임스팟 | N/A    | N/A    | 9.5/10 PC: 8.0/10 |
| OPM (US) | N/A    | N/A    | [ 14 ]            |
| PC 게이머 (US) | N/A    | 90%    | N/A               |
| PSM | N/A    | N/A    | [ 16 ]            |
| CGM | N/A    | [ 17 ] | N/A               |
| Gamezebo | [ 18 ] | N/A    | N/A               |
| Pocket Gamer | 8/10   | N/A    | N/A               |
| RPGamer | N/A    | N/A    | 8/10 10/10        |
| TouchArcade | [ 22 ] | N/A    | N/A               |
| 통합 점수 |        |        |                   |
| 메타크리틱 | 77/100 | N/A    | 92/100            |